# Graniczna Placówka Kontrolna Straży Granicznej w Osinowie Dolnym
Graniczna Placówka Kontrolna Straży Granicznej w Osinowie Dolnym – zlikwidowana graniczna jednostka organizacyjna Straży Granicznej wykonująca kontrolę graniczną osób, towarów i środków transportu bezpośrednio w przejściach granicznych na granicy państwowej z Republiką Federalną Niemiec.

## Formowanie i zmiany organizacyjne
Graniczna Placówka Kontrolna Straży Granicznej w Osinowie Dolnym, z siedzibą w miejscowości Osinów Dolny została utworzona 1 marca 1993 w strukturach  Pomorskiego Oddziału Straży Granicznej.
W 2000 rozpoczęła się reorganizacja struktur Straży Granicznej związana z przygotowaniem Polski do wstąpienia do Unii Europejskiej i przystąpieniem do Traktatu z Schengen. Podczas restrukturyzacji wprowadzono kompleksową ochronę granicy już na najniższym szczeblu organizacyjnym tj. strażnica i graniczna placówka kontrolna. Wprowadzona całościowa ochrona granicy zniosła podział na graniczne jednostki organizacyjne ochraniające tylko tzw. „zieloną granicę” i prowadzące tylko kontrole ruchu granicznego. W wyniku tego, 2 stycznia 2003 przejęła wraz z obsadą etatową pod ochronę odcinek, po rozformowanej strażnicy SG w Cedyni.
Jako Graniczna Placówka Kontrolna Straży Granicznej w Osinowie Dolnym funkcjonowała do 23 sierpnia 2005 i 24 sierpnia 2005, Ustawą z 22 kwietnia 2005 O zmianie ustawy o Straży Granicznej…, została przekształcona na Placówkę Straży Granicznej w Osinowie Dolnym (Placówkę SG w Osinowie Dolnym) w strukturach Pomorskiego Oddziału Straży Granicznej.

## Ochrona granicy
2 stycznia 2003 GPK SG w Osinowie Dolnym przejęła pod ochronę odcinek granicy państwowej po rozwiązanej strażnicy SG w Cedyni.

### Podległe przejścia graniczne
Stan z 1997
- Osinów Dolny-Hohenwutzen (drogowe)[2]
- Osinów Dolny-Hohensaaten (rzeczne)[2].

## Sąsiednie graniczne jednostki organizacyjne
- Strażnica SG w Czelinie ⇔ GPK SG w Krajniku Dolnym – 2.01.2003[2].

## Komendanci granicznej placówki kontrolnej
- Zygmunt Lachowski
- Krzysztof Szaniec
- Jan Dzięcioł
- Robert Sobas.